# Dixie (bateau à roues à aubes)
Pour les articles homonymes, voir Dixie.
Dixie, également connu sous le nom de New Dixie, est un bateau à roues à aubes historique situé sur le lac Webster (en) à North Webster, dans le comté de Kosciusko, dans l'Indiana.
Il a été construit en 1928-1929 et est un navire à passagers à coque en acier et à propulsion diesel-électrique. Elle a été considérablement modifiée en 1950.[2]
Il a été ajouté au registre national des lieux historiques le 24 septembre 2009.

## Galerie
|                       |
| Plaque d'information. |

|                   |
| Le bateau à quai. |